# チェルトナム競馬場

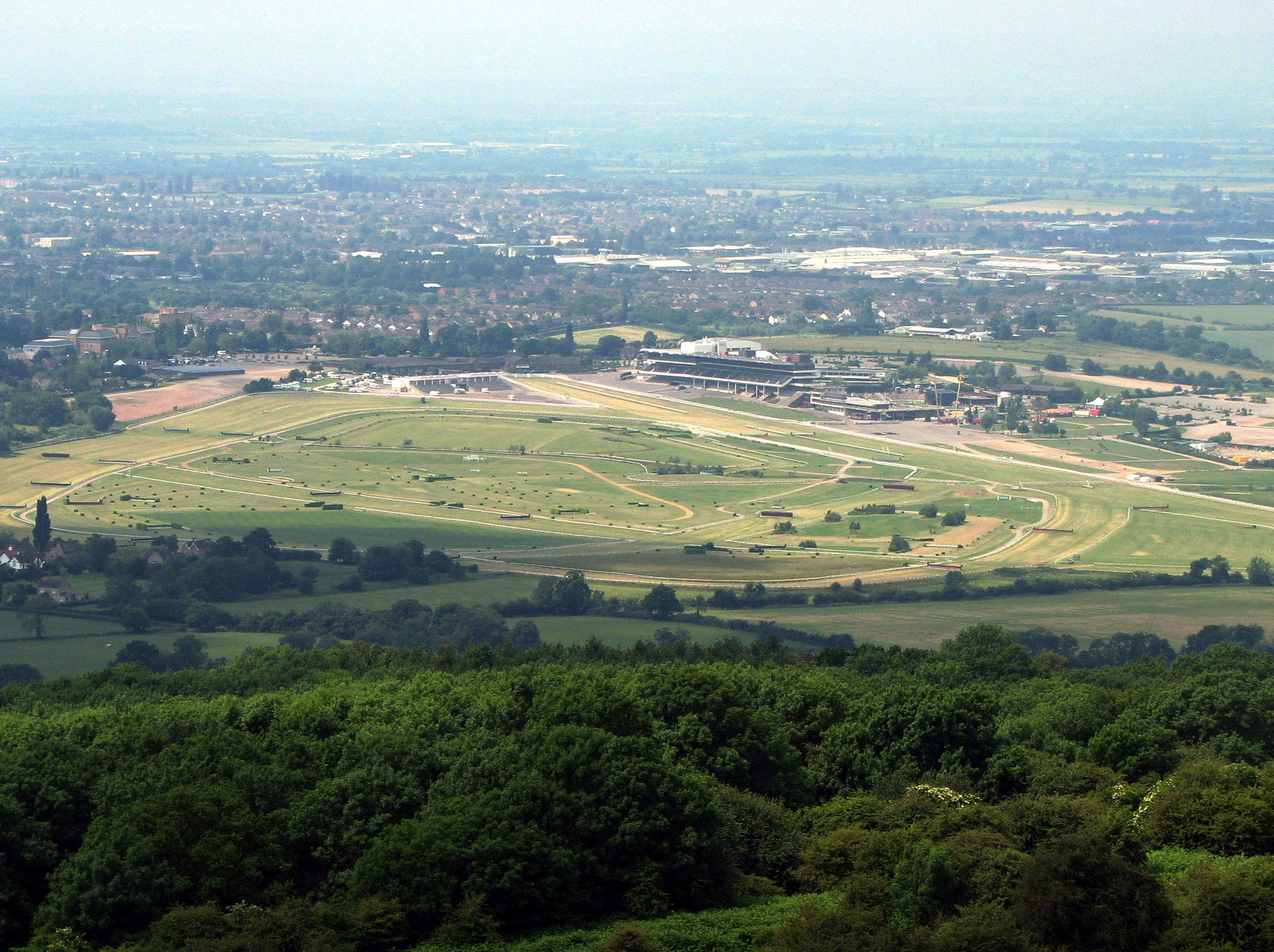
チェルトナム競馬場

チェルトナム競馬場(-けいばじょう、Cheltenham Racecourse)は、イギリスのグロスタシャー、チェルトナムにある競馬場。エイントリー競馬場と並び、イギリスの障害競走の中心地である。
障害競走専門の競馬場であり、毎年3月に4日間にわたって開催されるチェルトナムフェスティバルが特に有名である。それ以外の7開催もそれぞれに固有の名称があり、ショウケース・オープン・インターナショナル・ニューイヤーズデイ・フェスティバルトライアル・エイプリルミーティング・ハンターチェイスイヴニングと呼ばれ、10月から5月にかけて年間16日開催される。1815年に初めて平地競走の開催がノッティンガムヒルで行われ、1831年より障害競走が行われるようになった。創設以来、何度か開催場所を変更した後に1898年より現在の位置に移された。
メインコースはオールドコースとニューコースに分かれており、開催日によって使用するコースを変更する。直線が上り坂のタフなコース体系で、特にニューコースでのスティープルチェイスでは勝負どころに下り坂中の障害があり難所となっている。同コースの2マイルのハードル戦は、障害物の多くがレース前半に位置しており、後半7ハロンでは障害が2つしかないのも特徴である。また、メインコースの内側にクロスカントリーコースがあり、生垣や、バンクなどの障害が置かれている。ここではクロスカントリーチェイスなど年間3競走のみが行われる。2008年のオープン開催でのクロスカントリーでは、ダイヴィー・ラッセル騎手がルールの盲点を突くショートカットをして単勝29倍の騎乗馬を優勝に導いた。